# جيمس هانلي
جيمس هانلي (بالإنجليزية: James Hanley) (و. 1897 – 1985 م) هو روائي، ومؤلف، وكاتب بريطاني، ولد في ليفربول، توفي في لندن، عن عمر يناهز 88 عاماً.